# Mohanad Qasim Sarray
Mohanad Qasim Eesee Sarray (arabisch مهند قاسم; * 22. Mai 1980 in Bagdad) ist ein irakischer Fußballschiedsrichter. Seit 2011 steht er auf der FIFA-Schiedsrichterliste.

## Karriere

### Klubmannschaften
Spätestens ab März 2013, leitete er schon einige Gruppenspiele im AFC Cup. Ab dem April des nächsten Jahres kamen dann auch Einsätze in der AFC Champions League dazu. Auf nationaler Ebene wurde ihm dann auch noch im November 2017 die Leitung des diesjährigen Super Cups als Aufgabe zuteil. Erneut machte er, dies dann noch für die Ausgabe im Jahr 2021.

### Nationalmannschaften
Nach seiner Aufnahme auf die FIFA-Liste, leitete er im März 2013 ein Gruppenspiel der Qualifikationsphase beim AFC Challenge Cup 2014. Anschließend, kam dann auch noch ein Einsatz bei einem Gruppenspiel er U-16-Fußball-Asienmeisterschaft 2014 dazu. Nach ein paar weiteren Länderspieleinsätzen, folgte noch ein Einsatz bei der U-23-Asienmeisterschaft 2018. Zum darauffolgenden Jahr folgte dann auch eine Nominierung für die Asienmeisterschaft 2019, wo er das Gruppenspiel zwischen Palästina und Jordanien leitete. Auch bei der U-23-Asienmeisterschaft 2020 war er dann wieder dabei und leitete erneut eine Partie der Gruppenphase. Bei der Ausgabe des Turniers im Jahr 2022 leitete er auch ein Halbfinale.
Bei der Asienmeisterschaft 2024 leitete er dann ebenfalls wieder einmal eine Gruppenpartie.